# シノマキガイ
シノマキガイ (篠巻貝) Cymatium (Monoplex) pilearis は、フジツガイ科 Cymatiidae に属する巻貝である。貝殻は約8cm以下。殻全体に2本1組の褐色および白色の螺肋が密にめぐらされ、黄褐色で毛が生えた殻皮におおわれる。240度毎に縦張肋が張り出し、特にその上に毛が生える。殻口は朱色で、白い襞が両側に並ぶ。水管溝は殻高の約6分の1の長さで伸びるが、排泄溝は伸びない。紀伊半島以南のインド-太平洋および大西洋の潮間帯下の岩礁に棲み、肉食性。カコボラ Cymatium (Monoplex)   parthenopeusと近縁で、本属のベリジャー幼生は長生きするので世界中の海に分布する。幼生が卵嚢から孵化するのには1カ月かかる。サツマボラ Cymatium (Monoplex) aquatilis も本種とよく似るが、縦張肋がさらに張り出し、毛は本種ほど生えない。